# Ølgod Kommune
| Strukturdaten       | Strukturdaten |
| ------------------- | ------------- |
| Sitz der Verwaltung | Ølgod         |
| Fläche              | 246,68 km²    |
| Einwohner           | 11.398 (2004) |
| Kommune seit 2007   | Varde Kommune |

Ølgod Kommune war bis Dezember 2006 eine dänische Kommune im damaligen Ribe Amt in Jütland. Seit Januar 2007 ist sie zusammen mit der „alten“ Varde Kommune, der Blaabjerg Kommune, der Helle Kommune (ohne die Ortschaft Grimstrup) und der Blåvandshuk Kommune Teil der neuen Varde Kommune.
Ølgod Kommune entstand im Zuge der Verwaltungsreform von 1970 und umfasste folgende Sogn:
- Ansager Sogn
- Hodde Sogn
- Skovlund Sogn
- Strellev Sogn
- Tistrup Sogn
- Ølgod Sogn

Billund |
Blaabjerg |
Blåvandshuk |
Bramming |
Brørup |
Esbjerg |
Fanø |
Grindsted |
Helle |
Holsted |
Ølgod |
Ribe |
Varde |
Vejen